# Джеффрі Райт
Джеффрі Райт (англ. Jeffrey Wright; нар. 7 грудня 1965) — американський актор. Вперше прославився завдяки чотирьом ролям у серіалі HBO «Ангели в Америці», за які виграв премії «Еммі» та «Золотий глобус» у 2004 році. Номінант на головні премії «сезону кінонагород», зокрема «Оскар», за роль інтелігентного письменника в трагікомедії «Американське чтиво» (2023).

## Життєпис
Райт народився у Вашингтоні, округ Колумбія, у сім'ї, де мати працювала митником, а батько помер, коли він ще був дитиною. Він закінчив школу Сент-Олбанс і навчався в Емгерстському коледжі, отримавши ступінь бакалавра з політології та планував відвідувати юридичну школу; проте він вирішив замість цього вчитися акторській майстерності. Відвідував Нью-Йоркський університет протягом двох місяців, проте не довчився, щоб стати актором.
У 2004 році Райт отримав почесну ступінь у своїй alma mater, Емгерстському коледжі.
Виконав ролі Жана-Мішеля Баскія у фільмі «Баскія», Фелікса Лейтера у фільмах про Джеймса Бонда: «Казино Рояль», «Квант милосердя» і «Не час помирати», Нарциса та Бернарда Лоу в серіалах HBO «Підпільна імперія» та «Край „Дикий Захід“» відповідно, і Біті у фільмах «Голодні ігри».
У 2020 році надав свій голос і зовнішність лідеру групи ополченців Айзеку Діксону, персонажу відеогри The Last of Us Part II. Через п'ять років зіграв цього ж персонажа в телевізійній адаптації відеогри «Останні з нас». У 2022 році виконав роль комісара поліції Джеймса Ґордона в супергеройському бойовику «Бетмен».
З 2024 року виконує головну роль у шпигунському телесеріалі «Агентство». Тричі грав у фільмах Веса Андерсона: «Французькому віснику» (2021), «Астероїд-Сіті» (2023) та «Фінікійська схема» (2025).
У 2025 році виконав другорядну роль у кримінальному трилері Спайка Лі «З вершин до низин».

## Особисте життя
Райт одружився з акторкою Кармен Іджого у серпні 2000 року. У шлюбі народився син на ім'я Ілайджа та дочка на ім'я Джуно, родина жила в Брукліні, Нью-Йорк. Відтоді пара розлучилась.
Райт — активіст, який працює над ліквідацією конфліктів, пов'язаних з ресурсами. У 2011 році Райт створив Taia Lion Resources, компанію з розвідки корисних копалин, орієнтовану на етичний та стійкий видобуток у Сьєрра-Леоне.

## Фільмографія

### Фільми
| Рік  | Назва                                    | Роль                    | Примітка             |
| ---- | ---------------------------------------- | ----------------------- | -------------------- |
| 1990 | Презумпція невинності                    | Prosecuting Attorney    |                      |
| 1992 | Jumpin' at the Boneyard                  | Derek                   |                      |
| 1996 | Вірність                                 | Young Man               |                      |
| 1996 | Баскія                                   | Жан-Мішель Баскія       |                      |
| 1997 | Critical Care                            | Bed Two                 |                      |
| 1998 | Too Tired to Die                         | Balzac Man              |                      |
| 1998 | Celebrity                                | Greg                    |                      |
| 1998 | Meschugge                                | Win                     |                      |
| 1998 | Blossoms and Veils                       | Ben                     |                      |
| 1999 | Cement                                   | Ninny                   |                      |
| 1999 | Ride with the Devil                      | Daniel Holt             |                      |
| 2000 | Hamlet                                   | Gravedigger             |                      |
| 2000 | Злочин і кара по-американськи            | Chris                   |                      |
| 2000 | Шафт                                     | Піплс Ернандес          |                      |
| 2001 | Алі                                      | Howard Bingham          |                      |
| 2002 | Детоксикація                             | Яворський               |                      |
| 2004 | Sin's Kitchen                            | Рекс                    |                      |
| 2004 | Маньчжурський кандидат                   | Ель Мельвін             |                      |
| 2005 | Broken Flowers                           | Winston                 |                      |
| 2005 | Сиріана                                  | Bennett Holiday         |                      |
| 2006 | Lady in the Water                        | Mr. Dury                |                      |
| 2006 | Казино Рояль                             | Фелікс Лейтер           |                      |
| 2007 | Вторгнення                               | Dr. Stephen Galeano     |                      |
| 2007 | Blackout                                 | Nelson                  | також продюсер       |
| 2008 | Дабл ю                                   | Колін Лютер Павелл      |                      |
| 2008 | Квант милосердя                          | Фелікс Лейтер           |                      |
| 2008 | Cadillac Records                         | Мадді Вотерс            |                      |
| 2009 | One Blood                                | Dan Clark               | також продюсер       |
| 2011 | Початковий код                           | Dr. Rutledge            |                      |
| 2011 | Березневі іди                            | Senator Thompson        |                      |
| 2011 | Страшенно голосно і неймовірно близько   | William Black           |                      |
| 2013 | Гниле місто                              | Carl Fairbanks          |                      |
| 2013 | Єдиний постріл                           | Simon                   |                      |
| 2013 | Голодні ігри: У вогні                    | Біті                    |                      |
| 2013 | The Inevitable Defeat of Mister and Pete | Henry                   |                      |
| 2014 | Ernest &amp; Celestine                   | Grizzly Judge (voice)   |                      |
| 2014 | Виживуть тільки коханці                  | Dr. Watson              |                      |
| 2014 | Голодні ігри: Переспівниця. Частина І    | Біті                    |                      |
| 2015 | Голодні ігри: Переспівниця. Частина ІІ   | Біті                    |                      |
| 2015 | The Good Dinosaur                        | Poppa Henry (voice)     |                      |
| 2018 | All Rise                                 | Mr. Harmon              |                      |
| 2018 | The Public                               | Mr. Anderson            |                      |
| 2018 | Нічні ігри                               | FBI Agent Ron Henderson | не вказаний у титрах |
| 2018 | Friday's Child                           | Detective Portnoy       |                      |
| 2018 | O.G.                                     | Louis                   |                      |
| 2018 | Hold the Dark                            | Russell Core            |                      |
| 2019 | The Laundromat                           | Malchus Irvin Boncamper |                      |
| 2019 | Щиголь                                   | James «Hobie» Hobart    |                      |
| 2021 | Французький вісник                       | Робак Райт              |                      |
| 2021 | Не час помирати                          | Фелікс Лейтер           |                      |
| 2022 | Бетмен                                   | Джеймс Ґордон           |                      |
| 2023 | Місто астероїдів                         | генерал Гріф Гібсон     |                      |
| 2023 | Американське чтиво                       | Телоніус «Монк» Еллісон |                      |
| 2025 | Фінікійська схема                        | Марті                   |                      |
| 2025 | З вершин до низин                        | Пол Крістофер           |                      |

### Телебачення
| Рік       | Назва                           | Роль                                                                      | Примітки                               |
| --------- | ------------------------------- | ------------------------------------------------------------------------- | -------------------------------------- |
| 1991      | Окремий, але рівний             | Вільям Коулман                                                            | Телевізійний фільм                     |
| 1993      | Хроніки молодого Індіани Джонса | Сідні Беше                                                                | 2 епізоди                              |
| 1994      | Нью-йоркське прикриття          | Андре Форман                                                              | Епізод: «Сміття»                       |
| 1997      | Вбивство: життя на вулиці       | Хал Вілсон                                                                | 3 епізоди                              |
| 2001      | Бойкот                          | Мартін Лютер Кінг                                                         | Телевізійний фільм                     |
| 2003      | Ангели в Америці                | Норман «Беліз» Арріага / Містер Брехня / Бездомний чоловік / Ангел Європа | 6 епізодів                             |
| 2005      | Lackawanna Blues                | Містер Пол                                                                | Телевізійний фільм                     |
| 2007      | Американський досвід            | Розповідач                                                                | Епізод: «Новий Орлеан»                 |
| 2012      | Доктор Хаус                     | Доктор Уолтер Кофілд                                                      | Епізод: " Ніхто не винен "             |
| 2013–14   | Підпільна імперія               | Валентин Нарцис                                                           | 11 епізодів                            |
| 2016      | Брати Венчура                   | Think Tank (голос)                                                        | Епізод: «Танки для Нутіна»             |
| 2016      | Підтвердження                   | Чарльз Оглтрі                                                             | Телевізійний фільм                     |
| 2016      | Кінь БоДжек                     | Каддлівіскерс / батько (голос)                                            | 3 епізоди                              |
| 2016–2022 | Край «Дикий Захід»              | Бернард Лоу                                                               | Основна роль                           |
| 2017      | Їй це потрібно                  | Фіолетовий голос «ITIS» (голос)                                           | Епізод: «#NolasChoice (3 DA HARD WAY)» |
| 2019      | Вулиця Сезам                    | Бернард Лоу                                                               |                                        |
| 2019      | Зелені яйця та шинка            | Маквінкл (голос)                                                          |                                        |
| 2021—2024 | Що як..?                        | Оглядач (голос)                                                           | [ 10 ]                                 |
| 2024      | Агентство                       | Генрі Оглтрі                                                              |                                        |
| 2025      | Останні з нас                   | Айзек Діксон                                                              |                                        |